# Ibrahima Bamba
Pour les articles homonymes, voir Bamba.
Ibrahima Bamba, né le 22 avril 2002 à Verceil en Italie, est un footballeur italien qui joue au poste de défenseur central au Al-Duhail SC.

## Biographie

### En club
Né à Verceil en Italie, Ibrahima Bamba est formé par le club local du FC Pro Verceil avant de rejoindre le Portugal et le club de Vitória SC en 2020, où il poursuit sa formation.
Le 26 janvier 2022, Ibrahima Bamba signe son premier contrat professionnel avec le Vitória SC, le liant au club jusqu'en juin 2025. Le contrat comprend une clause libératoire à hauteur de 30 millions d'euros. Bamba joue son premier match en professionnel le 27 février 2022, lors d'une rencontre de première division portugaise face au Benfica Lisbonne. Il entre en jeu à la place d'Alfa Semedo et son équipe s'incline par trois buts à zéro.

### En sélection
En mai 2022, Ibrahima Bamba est retenu avec l'équipe nationale d'Italie par le sélectionneur Roberto Mancini, dans une liste élargie de 53 joueurs afin de participer à un camp d'entraînement avec la sélection.